# Naturtonreihe
Die Naturtonreihe ist eine nach aufsteigender Tonhöhe angeordnete Reihe der Töne, die auf Blasinstrumenten, aber auch auf fast jedem Rohr oder Schlauch ohne Verkürzung oder Verlängerung der schwingenden Luftsäule nur durch unterschiedliche Art des Anblasens hervorgebracht werden können. In ihren Frequenzbeziehungen stimmt die Naturtonreihe wie die Flageoletttonreihe mit der Teiltonreihe, auch Obertonreihe genannt, im Wesentlichen überein. Jedoch erklingen Naturtöne wie die Flageoletttöne real, während man von Teiltönen nur als Bestandteilen eines musikalischen Tons (d. h. eines akustischen Klangs) spricht.

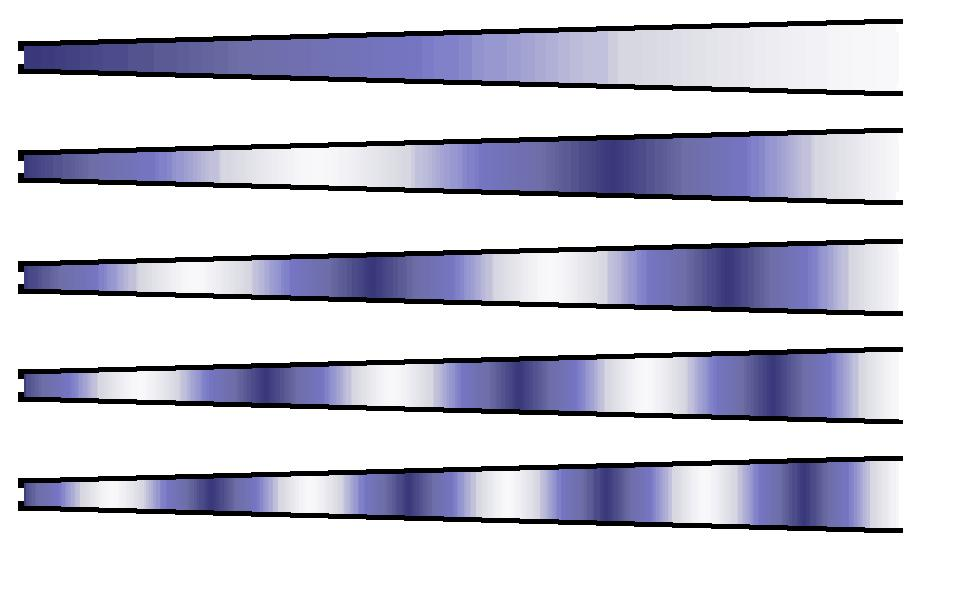
Die fünf tiefsten Eigenschwingungen (stehende Wellen) der Luftsäule in einem konischen Rohr. Dunkel: Maximum, hell: Minimum der Druckamplitude. Wegen der konischen Form sind die Abstände der Druckmaxima in einer Welle nicht gleich und auch kein direktes Maß für die Wellenlänge des abgestrahlten Tons

Die Töne von Blasinstrumenten stammen von stehenden Wellen, die sich im Instrument bilden. Die Wellenlänge des ersten (tiefsten) Naturtons, des Grund- oder Pedaltons, ist bei den meisten Blasinstrumenten das Doppelte, bei bestimmten Rohrblattinstrumenten (Klarinette) das Vierfache der Luftsäulenlänge. Durch sogenanntes Überblasen können oberhalb des Grundtons verschiedene weitere Eigenfrequenzen der Luftsäule angeregt, also verschiedene Naturtöne erzeugt werden. Eine besonders große Rolle spielen Naturtöne bei ventillosen Blasinstrumenten wie Naturhorn, Naturtrompete oder Alphorn.
Das den Naturtönen physikalisch verwandte Phänomen bei Saiteninstrumenten sind die Flageoletttöne.

## Frequenzbeziehungen
Die Frequenzen der in einer gegebenen Luftsäule erzeugbaren stehenden Wellen sind (annähernd) ganzzahlige Vielfache der tiefsten möglichen Frequenz, der Frequenz des Grundtons. In der folgenden Tabelle sind beispielhaft die ersten 16 Töne der auf dem Grundton C basierenden Naturtonreihe dargestellt. Die verwendeten Farben orientieren sich an der Musik-Farben-Synästhesie.
| Teilton Nr:                     | 1        | 2        | 3            | 4            | 5                      | 6                        | 7*                         | 8         | 9                         | 10                     | 11*                    | 12                       | 13*                        | 14*                        | 15                        | 16                   |
| Vielfaches der Grundfrequenz:   | einfache | doppelte | dreifache    | vierf.       | fünff.                 | sechsf.                  | siebenf.                   | achtf.    | neunf.                    | zehnf.                 | elff.                  | zwölff.                  | dreizehnf.                 | vierzehnf.                 | fünfzehnf.                | sechzehnf.           |
| Beispiel f in Hz:               | 66       | 132      | 198          | 264          | 330                    | 396                      | 462                        | 528       | 594                       | 660                    | 726                    | 792                      | 858                        | 924                        | 990                       | 1056                 |
| Note:                           |          |          |              |              |                        |                          |                            |           |                           |                        |                        |                          |                            |                            |                           |                      |
| Tonname:                        | C        | c        | g            | c'           | e'                     | g'                       | ≈ b'                       | c''       | d''                       | e''                    | ≈ f''                  | g''                      | ≈ as''                     | ≈ b''                      | h''                       | c'''                 |
| Verhältnis zum Ton darunter:    | 1:1      | 2:1      | 3:2          | 4:3          | 5:4                    | 6:5                      | 7:6                        | 8:7       | 9:8                       | 10:9                   | 11:10                  | 12:11                    | 13:12                      | 14:13                      | 15:14                     | 16:15                |
| Intervall zum Ton darunter:     | Prime    | Oktave   | reine Quinte | reine Quarte | große Terz             | kleine Terz              | –                          | –         | großer Ganzton            | kleiner Ganzton        | –                      | –                        | –                          | –                          | –                         | diatonischer Halbton |
| Verhältnis Teilton zu Grundton: | 1:1      | 2:1      | 3:1          | 4:1          | 5:1                    | 6:1                      | 7:1                        | 8:1       | 9:1                       | 10:1                   | 11:1                   | 12:1                     | 13:1                       | 14:1                       | 15:1                      | 16:1                 |
| Intervall über Grundton:        | Prime    | Oktave   | Duo- dezime  | 2 Oktaven    | 2 Oktaven + große Terz | 2 Oktaven + reine Quinte | 2 Oktaven + Natur- septime | 3 Oktaven | 3 Oktaven + große Sekunde | 3 Oktaven + große Terz | 3 Oktaven + Alphorn-Fa | 3 Oktaven + reine Quinte | 3 Oktaven + ≈ kleine Sexte | 3 Oktaven + Natur- septime | 3 Oktaven + große Septime | 4 Oktaven            |

| 1  | 2   | 4  | 8 | 16 | … |
| 3  | 6   | 12 | … |    |   |
| 5  | 10  | …  |   |    |   |
| 7* | 14* | …  |   |    |   |

| Erste Oktave  | 1 |   |    |     |    |     |     |    |
| Zweite Oktave | 2 | 3 |    |     |    |     |     |    |
| Dritte Oktave | 4 | 5 | 6  | 7*  |    |     |     |    |
| Vierte Oktave | 8 | 9 | 10 | 11* | 12 | 13* | 14* | 15 |

Die mit '≈' gekennzeichneten Töne liegen außerhalb der diatonischen Tonleiter, während die übrigen mit den diatonischen Tönen in reiner Stimmung übereinstimmen. Je höher die erreichte Oktave, umso enger liegen die Naturtöne und umso mehr davon liegen außerhalb der diatonischen Tonleiter.
Tabellenfußnoten
1. ↑  Die Frequenz 66 Hz für den Grundton C entspricht der Wahl von 440 Hz für den Kammerton a': Eine kleine Terz (Frequenzverhältnis 6/5) über a' = 440 Hz liegt der Ton c'' mit 440×6/5 = 528 Hz. Das drei Oktaven tiefer liegende C hat demnach die Frequenz  528:(23) = 66 Hz.
2. ↑  7. Teilton = 462 Hz (Naturseptime). Abweichung von b' = 475,2 Hz der reinen Stimmung ≈ 49 Cent. Hinweis: Vor allem für die Darstellung der feinen Größenunterschiede der Intervalle verwendet man die Einheit Cent, wobei ein (gleichstufiger) Halbton = 100 Cent und eine Oktave = 1200 Cent ist. Die Berechnung erfolgt über den Zweierlogarithmus lb des Frequenzverhältnisses. Hier 1200lb(475,2/462) ≈ 49 Cent.
3. ↑  11. Teilton = 726 Hz (Alphorn-Fa). Abweichung von f'' =704 Hz bzw. fis'' = 742,5 Hz der reinen Stimmung ≈ 53 Cent bzw. 39 Cent.
4. ↑  13. Teilton = 858 Hz. Abweichung von as'' = 844,8 Hz der reinen Stimmung ≈ 27 Cent
5. ↑  14. Teilton = 924 Hz (Naturseptime). Abweichung von b'' = 950,4 Hz der reinen Stimmung ≈ 49 Cent
6. ↑  Das musikalische Intervall einer Oktave entspricht einer Verdopplung der Frequenz.

## Musizierpraxis

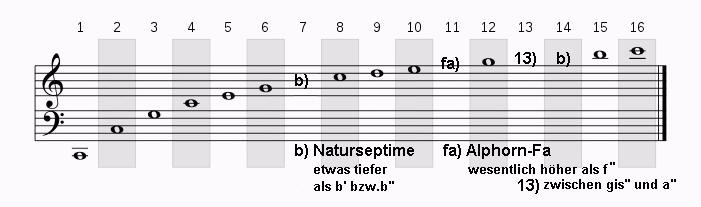
Die spielbare Tonreihe einer Naturtrompete mit ca. 240 cm Länge.
Datei:Oberton.mid

### Blechblasinstrumente
Auf Blechblasinstrumenten erzeugt der Spieler die Skala der Naturtöne durch Veränderungen der Lippenspannung und des Blasdrucks. Die Tonhöhe kann dabei um etwa +50/-50 Cent variiert (intoniert) werden.
Der erste Naturton, der Grund- oder Pedalton, ist von geübten Bläsern auf den Blechblasinstrumenten mit weiter Mensur sauber intonierend verwendbar und wird in der Literatur insbesondere von der Bassposaune und Tuba verlangt. Nicht oder nur selten  verwendet wird der erste Naturton bei Instrumenten mit enger Mensur wie der Trompete und dem Waldhorn  (siehe Instrumentationslehre).
Nach oben ist die Skala offen. Beim Naturhorn in F wird beispielsweise bis zum 24. Naturton geblasen. Einfache Jagdmusik kommt mit diatonischen Naturtönen aus. Beim Alphorn werden manchmal noch die Naturseptime und sogar das für an klassische Musik gewöhnte Ohren ungewöhnlich klingende Alphorn-Fa gespielt.
Diatonische und chromatische Tonleitern sowie eine saubere Intonation im hohen Sekundbereich (ab 7. Naturton) können nur durch Verlängerung der Rohrlänge geblasen werden. Am anschaulichsten ist das bei der Zugposaune: Von jedem Naturton aus ergeben die sieben Zugpositionen jeweils einen weiteren Halbtonschritt nach unten. Ventilinstrumente verlängern das Rohr mittels Dreh- oder Pumpventilen.
|                  | Rohrlänge durch   | Grundton | kleine Sekunde | große Sekunde | kleine Terz | große Terz | Quarte | Tritonus |
| Zugposaune       | Zugposition       | 1        | 2              | 3             | 4           | 5          | 6      | 7        |
| Ventilinstrument | Ventilkombination | 0        | 2              | 1             | 1/2 (3)     | 2/3        | 1/3    | 1/2/3    |

Auf Naturhorn und Naturtrompete und Barocktrompete sind diatonische und chromatische Tonleitern nur sehr schwer spielbar. Zur Vereinfachung wurden im Bereich Alte Musik z. B. das Klappenhorn und die Klappentrompete entwickelt. Hier wird, anders als bei modernen Blechblasinstrumenten, die Veränderung der Luftsäulenlänge ähnlich wie bei den Holzblasinstrumenten durch Verkürzung der schwingenden Luftsäule vom längsten Rohr aus erreicht, indem Grifflöcher freigegeben oder Klappen geöffnet werden und dadurch die Luftsäule verkürzen.
Mit Hilfe verschiedener Anblastechniken (Über- oder Unterblasen) ist auf allen Blechblasinstrumenten eine Korrektur der „unreinen“ Naturtöne möglich. Bei Hörnern ist auch eine Korrektur durch „Stopfen“, das Einführen der Hand in die Stürze, möglich. Bedingt durch die Physik der Tonerzeugung wirkt sich bei den Blechblasinstrumenten speziell die Schalltrichterform auf die Klangfarbe und auch auf die Reinheit der Intervalle der Naturtöne aus.

### Holzblasinstrumente
Die Naturtöne sind hier beim Überblasen von Bedeutung. Auf offenen Flöten und Rohrblattinstrumenten mit konischer Röhre kann auf alle Naturtöne überblasen werden. Praktisch wird meist maximal bis zum 4. Naturton überblasen. Eine Ausnahme bilden Obertonflöten (offene Flöten ohne Grifflöcher oder Klappen), auf denen nur die Naturtonreihe spielbar ist. Auf diesen Instrumenten wird bis zum 8. Naturton oder noch höher überblasen.
Auf gedackten Flöten und Rohrblattinstrumenten mit zylindrischer Röhre kann nur auf die ungeradzahligen Naturtöne überblasen werden. Praktisch werden nur der 3. und der 5. Naturton verwendet; der 7. Naturton ist sehr schwierig zu erreichen, und außerdem weicht seine Intonation vom entsprechenden diatonisch oder gleichstufig gestimmten Ton deutlich ab.

### Orgel
Bei der Orgel spielen die Naturtöne eine Rolle bei überblasenden Pfeifen, die statt ihres Grundtons einen Oberton liefern. Hiervon zu unterscheiden sind die Aliquotregister, die als additive Obertonbeimischung zur Klangfarbenänderung eingesetzt werden.

## Ungenauigkeit realer Natur- und Überblastöne
Im Allgemeinen geht man davon aus, dass die Naturtöne untereinander reine Intervalle bilden und ihre Frequenzen ganzzahlige Vielfache der Grundtonfrequenz sind. Dies gilt jedoch nur näherungsweise und mit gewissen Einschränkungen, die unter Oberton, Abschnitt: Grenzen des einfachen Modells näher erläutert sind.
Stärker noch als die Naturtöne selbst können die entsprechenden realen Überblastöne von der theoretischen Ganzzahligkeit abweichen. So ist zum Beispiel die beim Überblasen gedackter Pfeifen entstehende Blasquinte fast um ⅛ Ton kleiner als die reine oder temperierte Quinte.
„Auch bei Blasinstrumenten gibt es Abweichungen: Die Obertöne und – mehr noch – die Überblastöne entsprechen nicht genau den Vielfachen des Grundtones, aber doch genau genug um von uns als zusammengehörig wahrgenommen zu werden.“ (Jobst Fricke, 1962)